# Obsolete (Fear Factory)
Obsolete è il terzo album in studio del gruppo musicale statunitense Fear Factory, pubblicato il 28 luglio 1998.

## Descrizione
L'album, come il precedente Demanufacture, è un concept che prosegue la storia del conflitto tra gli umani e le macchine. Il sound vede incorporazioni di elementi alternative metal, distaccandosi sempre più dal death metal degli esordi.
Le tematiche dei vari brani, i quali rappresentano ogni capitolo di questa vicenda, parlano di Edgecrusher, un cyborg. Il suo lato umano prevaleva su quello meccanico ed egli decise di schierarsi dalla parte degli uomini per fronteggiare le macchine, comandate da un'organizzazione chiamata "Securitron".
Il 23 marzo 1999 viene pubblicata una versione digipak dell'album con l'aggiunta di singoli inediti e due cover.

## Tracce
1. Shock – 4:58
2. Edgecrusher – 3:39
3. Smasher/Devourer – 5:34
4. Securitron (Police State 2000) – 5:47
5. Descent – 4:36
6. Hi-Tech Hate – 4:33
7. Freedom or Fire – 5:11
8. Obsolete – 3:51
9. Resurrection – 6:35
10. Timelessness – 4:08

Tracce bonus nell'edizione digipack del 1999
1. Cars (Gary Numan cover) – 3:37
2. 0-0 (Where Evil Dwells) (Wiseblood cover) – 5:16
3. Soulwound – 3:51
4. Messiah – 3:31
5. Concreto – 3:30

## Formazione
Gruppo
- Burton C. Bell - voce
- Dino Cazares - chitarra
- Raymond Herrera - batteria
- Christian Olde Wolbers - basso

Altri musicisti
- Rhys Fulber - tastiera